# Belaid Abdessalam
Belaid Abdessalam, arab. ‏بلعيد عبد السلام‎ (ur. 20 lipca 1928 w Ain Kebir, zm. 27 czerwca 2020 w Djasr Kasentina) – algierski polityk, od 8 lipca 1992 do 21 sierpnia 1993 premier Algierii.
Był jednym z organizatorów walk o niepodległość Algierii, należał do Frontu Wyzwolenia Narodowego (FWN), algierskiej organizacji narodowo-niepodległościowej. Od 1961 sprawował stanowisko doradcy ds. politycznych w gabinecie M. Ben Khedda, a rok później został szefem spraw ekonomicznych w tymczasowej egzekutywie FWN.
W latach 1964–1966 pełnił funkcję prezesa Sonatrach, państwowego towarzystwa naftowego w Algierii. Następnie od 1966 do 1977 piastował urząd ministra przemysłu i energii, a w 1974 został mianowany przewodniczącym Rady OPEC.
W 1977 objął tekę ministra przemysłu lekkiego, urząd ten sprawował do 1984. W latach 1979–1981 był przewodniczącym Specjalnego Komitetu Ekonomicznego KC Frontu Wyzwolenia Narodowego.
8 lipca 1992 został premierem Algierii oraz ministrem gospodarki, funkcje te sprawował do 21 sierpnia 1993.